# 格雷姆·马雷特
格雷姆·马雷特（英語：Graeme Marett，1938年6月5日—），新西兰男子田径、游泳、射箭、飞镖射箭、乒乓球运动员。他曾代表新西兰参加1968年、1972年和1976年夏季残疾人奥林匹克运动会，获得一枚银牌和一枚铜牌。